# Prosoplus pulcher
Prosoplus pulcher är en skalbaggsart som först beskrevs av Aurivillius 1908.  Prosoplus pulcher ingår i släktet Prosoplus och familjen långhorningar. Inga underarter finns listade i Catalogue of Life.